# Іса ібн Алі аль-Халіфа

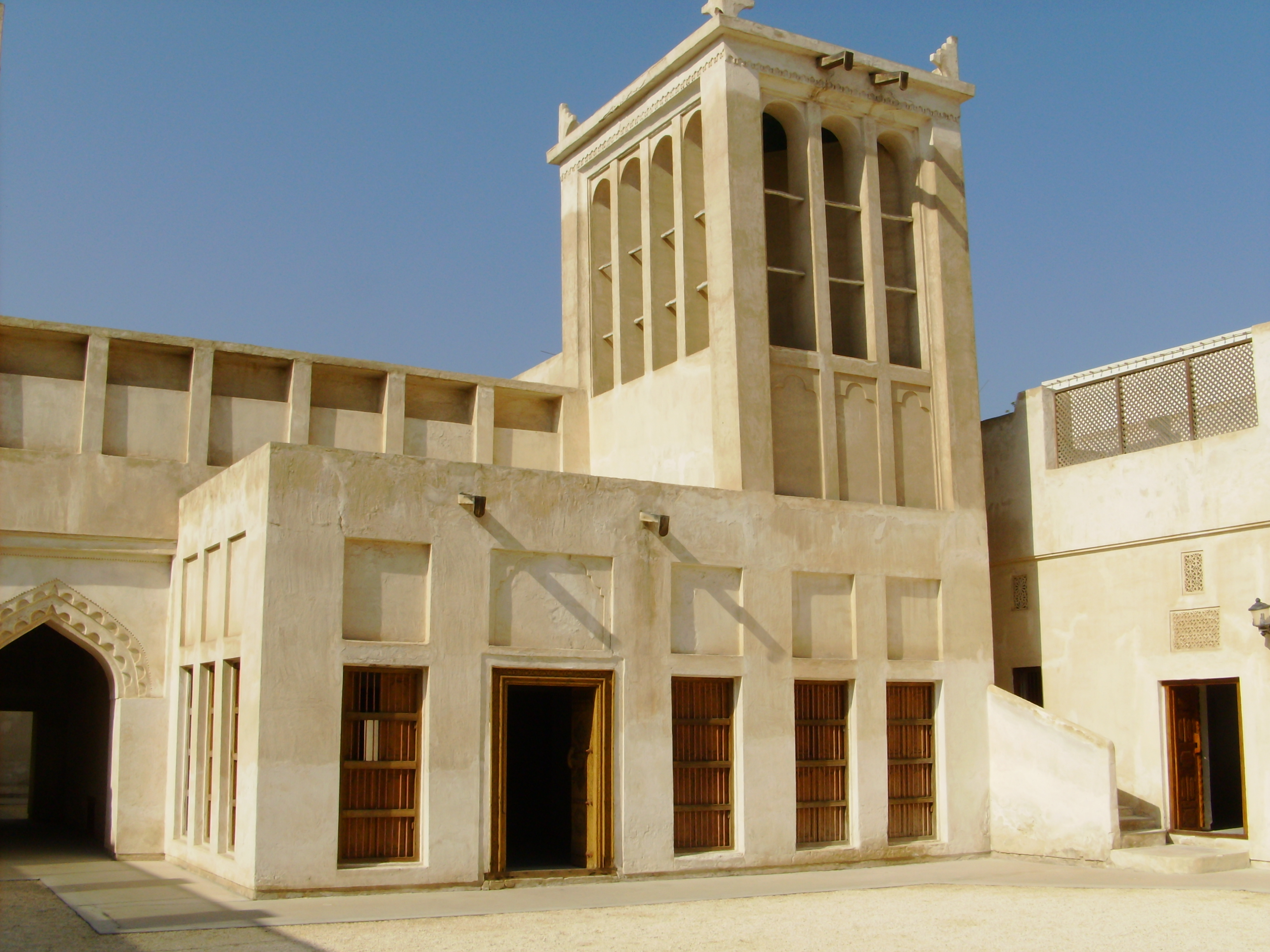
Будинок Іси ібн Алі, резиденція колишнього правителя в Мухарраку

Шейх Іса ібн Алі аль-Халіфа (1848–1932) — правитель Бахрейну з 1869 року до самої його смерті. Був одним з най триваліших правителів у регіоні, його правління тривало 63 роки. Він був змушений, за наполяганням британського політичного радника, зректись престолу 1923 року, хоча в самому Бахрейні його зречення так і не було визнано, і його наступник Хамад отримав всю повноту влади тільки по смерті Іси у 1932 році.

## Нагороди
- Кавалер ордена зірки Індії (1914)
- Командор ордена Індійської імперії (1919)